# Eastman Chemical Company
Eastman Chemical Company er en amerikansk kemivirksomhed. Det er en virksomhed, der fokuserer på specialiserede materialer, kemikalier, fibre og plastik. Den blev etableret i 1920 i Kingsport, Tennessee og indtil 1994 var det et datterselskab til Eastman Kodak. De har over 50 fabrikker og ca. 14.000 ansatte.